# 袁超
袁超（1964年—），广东廉江人，汉族，中华人民共和国政治人物、第十一届全国人民代表大会广东地区代表。
担任廉江一品木业经理。2008年起担任全国人大代表。